# يوهان ينسن (مهندس)
جون جنسن (بالدنماركية: Johan Willem Ludwig Valdemar Jensen)‏ هو رياضياتي ومهندس دنماركي، ولد في 8 مايو 1859 في Nakskov ‏ في الدنمارك، وتوفي في 5 مارس 1925 في كوبنهاغن في الدنمارك.

## وصلات خارجية
- جون جنسن على موقع IMDb (الإنجليزية)